# 聖拉斐爾德爾帕拉納
聖拉斐爾德爾帕拉納（西班牙語：San Rafael del Paraná），是巴拉圭的城鎮，位於該國東南部，由伊塔普阿省負責管轄，始建於1973年，面積2,500平方公里，2008年人口23,594，人口密度每平方公里9人。
26°39′S 54°56′W / 26.650°S 54.933°W